# Josep Colomer (organista)
Josep Colomer (s.XIX) fou un organista i mossèn català, conegut per la seva   important contribució a la música religiosa en la seva regió.  Va exercir com a organista de la coŀlegiata de Tremp i com a organista ajudant i suplent d'Isidre Janer a l'escolania de Vilafranca del Penedès. Va ser l'encarregat de la Capella de Sant Pelegrí i de la Confraria de Sant Francesc de Paula, i mestre d'orgue de Josep Maideu i Auguet. Part de les seves obres es conserven a l'Arxiu de l'Església del Pi i a l'Institut Municipal d'Història de Barcelona.
Segons el diari catòlic Acción Católica, Colomer va morir en circumstàncies que es van descriure com a «màrtir del Senyor» la qual cosa suggereix una visió devota de la seva vida i la seva dedicació religiosa.